# 黎氏擬鱥
黎氏擬鱥（學名：Pseudophoxinus libani），為輻鰭魚綱鯉形目雅羅魚科的其中一個種，分布亞洲黎巴嫩淡水流域，為特有種，體長可達5.9公分，棲息在內陸喀斯特地形的溪流，生活習性不明。

## 扩展阅读
維基物種上的相關：黎氏擬鱥